# Horst Henrichs
Horst Henrichs (* 31. Dezember 1935; † 14. Juni 2012) war ein deutscher Jurist. Von 1987 bis 1997 war er Präsident des Oberlandesgericht Frankfurt und Präsident des Hessischen Staatsgerichtshofes.

## Leben

### Juristischer Werdegang
Nach verschiedenen Tätigkeiten in der hessischen Justiz – unter anderem auch als Referent des hessischen Justizministers – amtierte Henrichs ab 1. Oktober 1984 als Präsident des Landgerichts Frankfurt am Main und ab 1. März 1987 als Präsident des Oberlandesgerichts Frankfurt am Main.
1987 und 1994 wurde Henrichs von einem Wahlmänner-Gremium des Hessischen Landtags zum richterlichen Mitglied des Staatsgerichtshofs des Landes Hessen gewählt. 1988 wurde er vom Hessischen Landtag zum Vizepräsidenten des Staatsgerichtshofs gewählt, 1994 zum Präsidenten. Bedingt durch das hohe Honorar seiner Berater-Tätigkeit für die IG-Metall trat Henrichs im November 1996 als Präsident des Staatsgerichtshofes zurück.

### Nebentätigkeiten
Hendrichs war Treuhänder der Hypothekenbank in Frankfurt am Main.
In die Schlagzeilen geriet Henrichs 1996 wegen seiner Nebentätigkeit als Kommissionsvorsitzender, die eingesetzt wurde, um die Sachverhalte wegen überbezahlter Immobilien der IG Metall um dem früheren Gewerkschaftsvorsitzenden Franz Steinkühler aufzuklären. Hierfür stellte Henrichs der IG Metall 1,342 Millionen DM in Rechnung. Den Vorwurf, eine „völlig unangemessene Vergütung“ verlangt zu haben, wies er zunächst weit von sich und beantragte ein Disziplinarverfahren gegen sich. Im Rahmen des „Untersuchungsausschusses Henrichs“ versuchte die CDU-Fraktion Beweise für eine Mitschuld des hessischen Justizministers Rupert von Plottnitz (Bündnis 90/Die Grünen) zu finden, was aber nicht nachzuweisen war.
Als öffentlich erörtert wurde, Henrichs habe für 11.000 DM Privatgespräche auf seinem dienstlichen Funktelefon geführt, und statt eines eher standesgemäßen Opel Omega den beschlagnahmten Mercedes 350 Turbo-Diesel eines Drogenschmugglers als Dienstwagen genutzt, und nachdem die zuständige Staatsanwaltschaft aufgrund des Verdachts der Untreue ein Ermittlungsverfahren gegen ihn eröffnet hatte, beantragte Henrichs 1997 seine Versetzung in den vorzeitigen Ruhestand.

## Publikationen
- Horst Henrichs und Karl Stephan (Hrsg.): Ein Jahrhundert Frankfurter Justiz. Gerichtsgebäude A: 1889 bis 1989. Kramer, Frankfurt am Main 1989, ISBN 978-3-7829-0380-6.